# Afacia
Afacia é a falta do cristalino no olho. A causa mais frequente é a extração do cristalino por catarata senil, traumática ou congênita.
A pessoa que tem afacia (afácico) perde o efeito de filtro do cristalino para os raios ultravioleta, necessitando portanto de um período de adaptação a essa nova condição visual, que será de uma visão transitoriamente azulada. O olho fica altamente hipermétrope.